# Claudio Mele
Claudio Marcelo Mele (Capital Federal, Argentina, 23 de enero de 1968) es un exfutbolista argentino. Jugaba de portero y militó en diversos clubes de Argentina y Chile.

## Clubes
| Club                        | País      | Año       |
| --------------------------- | --------- | --------- |
| Almirante Brown             | Argentina | 1990-1993 |
| Gimnasia y Tiro de Salta    | Argentina | 1993-1995 |
| Huracán de Corrientes       | Argentina | 1995-1997 |
| Deportes Concepción         | Chile     | 1998-1999 |
| Cobreloa                    | Chile     | 2000-2002 |
| Deportes Concepción         | Chile     | 2003      |
| Almirante Brown             | Argentina | 2003-2004 |
| Estudiantes de Buenos Aires | Argentina | 2004-2005 |